# Moesson (regentijd)

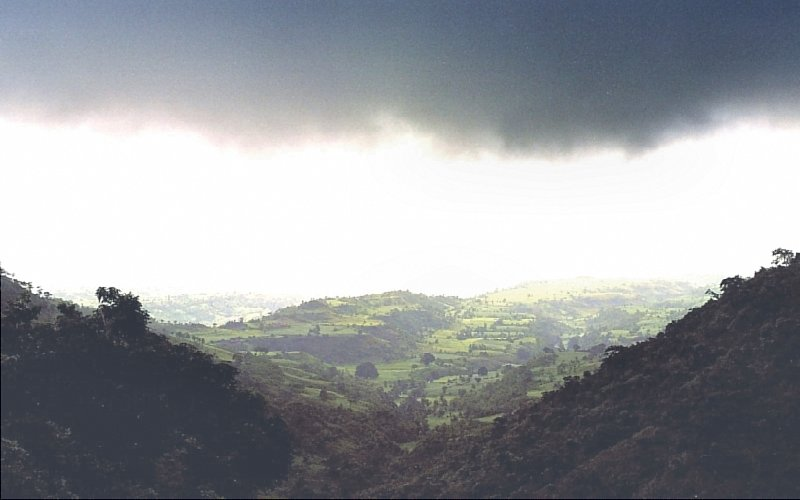
Moesson in Vindhya, een bergketen in India

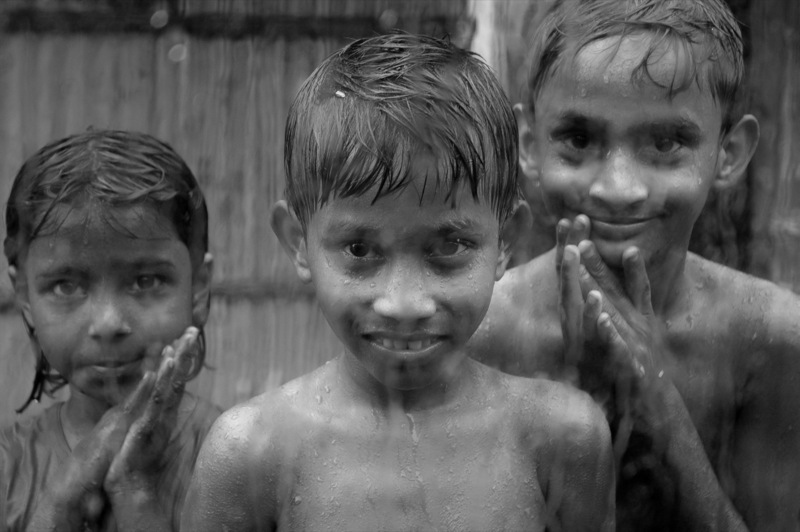
Kinderen in Bangladesh tijdens de moesson

De moesson (een verbastering van het Arabische mausim: seizoen) is de periodieke wind in tropische gebieden die een halfjaar lang uit een bepaalde richting waait om dan ongeveer 180° van richting te veranderen. Deze overgang tussen deze moessons is de kentering. De windrichting wordt gebruikt in de aanduiding van de moesson, bijvoorbeeld zuidwest-moesson of noordoost-moesson. Door de verandering van windrichting wordt er ook een andere luchtsoort aangevoerd, waardoor het weerbeeld sterk verandert. Daarom wordt ook wel gesproken van de natte moesson en de droge moesson.
De bekendste moesson is die van India en omstreken. Tot begin juni is het noorden van India droog, maar in juni, juli en augustus valt er net zoveel regen als tijdens een volledig jaar in West-Europese landen. Daarna blijft het weer droog tot in juni de volgende moesson aanbreekt. In zuidelijk Afrika, Indonesië en op de Antillen valt de regentijd samen met de Europese winter.
Er zijn verschillende moessongebieden te onderscheiden:
- Zuid-Azië en het noordelijk deel van de Indische Oceaan;
- Oost-Azië, Zuidoost-Azië, de Oost-Chinese en Zuid-Chinese Zee;
- Indonesië bezuiden de evenaar, Noord-Australië en het zuidwestelijke deel van de Grote Oceaan;
- het kustgebied van West-Afrika tussen 5°N en 20°N;
- de westkust van Midden-Amerika.

De moesson-effecten zijn het duidelijkst te onderscheiden in het eerste gebied. Dit komt door de grote landmassa van Azië en doordat de Himalaya het Indisch subcontinent afsluit van de koude lucht van hogere breedten.

## Proces
Het mechanisme achter de moesson berust op temperatuurverschillen. Land warmt in de zon sneller op dan zee, maar koelt ook sneller af. Boven het warme land zal de lucht opstijgen waardoor koelere zeelucht die plaats kan innemen. Vooral op warme voorjaarsdagen is de kust gevoelig voor een koele zeewind.
Iets dergelijks gebeurt ook boven Azië. Het land wordt 's zomers heet, de lucht stijgt op en een vochtige westenwind met regen waait vanaf de Indische Oceaan naar het vasteland. 's Winters is het omgekeerd, dan is het vasteland van China en Rusland koud, en waait de wind boven het aangrenzende India uit het oosten. Die wind zorgt dan aan de overzijde van de Indische Oceaan, in Oost-Afrika, voor veel regen.
Een andere oorzaak voor het ontstaan van moessonregens is het verplaatsen van de lagedrukgebieden boven de evenaar. Tijdens de zomer van Bangladesh staat de zon loodrecht boven dit land. De lucht stijgt daardoor extra snel. Tevens wordt het tekort aan lucht in dat lagedrukgebied aangevuld met lucht uit het zuiden en noorden. In het noorden ligt het Himalayagebergte, dus deze wind is niet sterk. De wind van het zuiden komt over zee en neemt veel vocht met zich mee. Samen met het proces van de stijgende lucht en de gedwongen stijging tegen het Himalayagebergte wordt de moesson heviger en heviger.
Een derde, wetenschappelijk correctere uitleg is het verschuiven van de wolkenband, veroorzaakt door de zenitale zonnestand. Deze gordel verschuift mee met de zenitale zonnestand, zij het met een kleine vertraging. Deze band wordt ook wel de intertropische convergentiezone genoemd (ITCZ).
Ten zuiden van de evenaar spelen zich net zulke processen af, waarbij de opwarming 's zomers en afkoeling 's winters van Australië en Zuid-Amerika van belang zijn. Ook de Antillen en Indonesië kennen daardoor moessontijden. Enerzijds levert de moesson het nodige water voor de landbouw maar anderzijds kan de regen ook verwoestend zijn. Voorspellingen zijn vaak moeilijk: het regent meestal uit buien met grote verschillen. In sommige gebieden hangt de moesson samen met El Niño, een hoge zeetemperatuur bij de evenaar. El Niño is wel goed voorspelbaar en daarmee ook de moessons in Indonesië en Zuid-Amerika. In West-Afrika is de temperatuur van de Atlantische Oceaan een geschikte graadmeter. Indiase en Chinese moessons zijn moeilijk voorspelbaar en zorgen onverwacht voor droogte of overstromingen.

## Weer
De aangevoerde luchtsoort heeft grote invloed op het weer in de moessongebieden, zodat de richtingverandering van de wind kan zorgen voor grote tegenstellingen tussen zomermoesson en wintermoesson. Terwijl de wind meestal een grote bestendigheid kent tijdens de moesson, is het weer tijdens de moesson vanuit zee zeer onbestendig met veel neerslag. Daarbij hebben de plaatselijke omstandigheden een grote rol.
Zo komt aan de kust van een droog gebied bij aflandige wind heiigheid voor. Dit is onder meer het geval bij het Arabisch Schiereiland, Somalië, West-Afrika en Noord-Australië. Ook opwellend koud water heeft grote invloed. De dagelijkse gang van land- en zeewind kan de moesson versterken en verzwakken. Dit veroorzaakt in Straat Malakka dusdanig veel zware buien tijdens de ZW-moesson dat deze Sumatranen zijn genoemd. Onder invloed van de orografie nemen laaghangende bewolking, mist en neerslag toe, wat tijdens de NO-moesson veel slecht weer veroorzaakt langs de kust van onder meer China en Vietnam.

## Geschiedenis
In de Oudheid was de moesson al bekend. De Griek Aristobulus van Cassandreia, die deelnam aan de expeditie van Alexander de Grote naar India, bestudeerde al aan het eind van de vierde eeuw voor Christus de klimatologische kenmerken van de moesson in India. In de eerste eeuw na Christus beschrijft Plinius de Oudere hoe de Romeinen de zuidwestmoesson leerden gebruiken om rechtstreeks over de Indische Oceaan van de Golf van Aden naar Zuid-India te varen. De route zou zijn ontdekt door de Griekse handelsreiziger Hippalos, en wordt ook beschreven in de Periplus van de Erythreïsche Zee.